# 趙倶
趙 倶（ちょう ぐ、? - 355年）は、五胡十六国時代前秦の人物。南安郡出身の羌族酋長。

## 生涯
時期は不明だが、羌族を束ねて氐族酋長の苻洪に帰順した。
350年1月、苻洪が大都督・大将軍・大単于・三秦王を自称すると、趙倶は従事中郎に任じられた。3月、苻洪が亡くなると子の苻健が後を継いだ。8月、趙倶は光禄大夫・河内郡太守に任じられ、温県を守った。
354年5月、洛陽刺史に任じられ、宜陽を鎮守した。
355年6月、苻健が没すると、子の苻生が後を継いだ。9月、苻生は暴君であり、梁皇后・毛貴・梁楞・梁安らを天文を理由に処刑した。趙倶の従弟である右僕射趙韶・中護軍趙誨は苻生より寵愛を受けていたので、趙倶もまた尚書令に任じられたが、病を理由に固辞した。やがて、趙倶は趙韶らへ「汝らは先祖代々を顧みず、滅門の事（族誅）を為さんとしているのだぞ！毛・梁（梁皇后・毛貴・梁楞・梁安）には一体何の罪があって処刑されたというのか。我に何の功績があって彼らに代わる事が出来ようか。汝らも同じ目に遭う事になり、我も死ぬであろう！」と言い放ち、憂いの余り亡くなった。